# Naputa
Naputa è una circoscrizione rurale (rural ward) della Tanzania situata nel distretto di Tandahimba, regione di Mtwara. Conta una popolazione di 7 671 abitanti (censimento 2012).